# Yoann Le Boulanger
Yoann Le Boulanger (født 4. november 1975) er en fransk tidligere professionel cykelrytter.